# Najaaraq Møller
Najaaraq Møller (* 7. Dezember 1981) ist eine grönländische Politikerin (Siumut).

## Leben
Najaaraq Møller kandidierte bei der Parlamentswahl in Grönland 2021 und erreichte mit 62 Stimmen den neunten Nachrückerplatz ihrer Partei. Von dort aus zog sie kurzzeitig im November 2022 und ab April 2023 bis zum Ende der Legislaturperiode 2025 ins Inatsisartut ein. Bei der Wahl 2025 vergaß sie, ihre Kandidatur zu unterschreiben und wurde somit nicht zur Wahl zugelassen.